# Xanthorhoe corcularia
Xanthorhoe corcularia är en fjärilsart som beskrevs av Achille Guenée 1868. Xanthorhoe corcularia ingår i släktet Xanthorhoe och familjen mätare. Inga underarter finns listade i Catalogue of Life.